# Súðavíkurhreppur
Súðavíkurhreppur és un municipi d'Islàndia a la regió de Vestfirðir. Té una extensió de 750,4 km² i una població de 209 habitants a primer de gener de 2025.
El municipi va ser creat el primer de gener de 1995 mitjançant la fusió dels antics municipis d'Ögurhreppur i Reykjafjarðarhreppur.
La principal població del municipi és Súðavík.